# Вінсент (Каліфорнія)
Вінсент (англ. Vincent) — переписна місцевість (CDP) в США, в окрузі Лос-Анджелес штату Каліфорнія. Населення — 15 714 особи (2020).

## Географія
Вінсент розташований за координатами 34°5′54″ пн. ш. 117°55′26″ зх. д. / 34.09833° пн. ш. 117.92389° зх. д. (34.098245, -117.923795).  За даними Бюро перепису населення США в 2010 році переписна місцевість мала площу 3,81 км², уся площа — суходіл.

## Демографія
Згідно з переписом 2010 року, у переписній місцевості мешкали 15 922 особи в 3900 домогосподарствах у складі 3389 родин. Густота населення становила 4180 осіб/км².  Було 4016 помешкань (1054/км²).
Расовий склад населення:
| - 54,5 % — білих - 7,1 % — азіатів - 2,0 % — чорних або афроамериканців - 0,9 % — корінних американців - 0,2 % — вихідців з тихоокеанських островів - 30,5 % — осіб інших рас |

До двох чи більше рас належало 4,9 %. Частка іспаномовних становила 74,9 % від усіх жителів.
За віковим діапазоном населення розподілялося таким чином: 28,5 % — особи молодші 18 років, 62,6 % — особи у віці 18—64 років, 8,9 % — особи у віці 65 років та старші. Медіана віку мешканця становила 32,4 року. На 100 осіб жіночої статі у переписній місцевості припадало 98,9 чоловіків;  на 100 жінок у віці від 18 років та старших — 97,9 чоловіків також старших 18 років.